# Phaegoptera decrepidoides
Phaegoptera decrepidoides är en fjärilsart som beskrevs av Rothschild 1909. Phaegoptera decrepidoides ingår i släktet Phaegoptera och familjen björnspinnare. Inga underarter finns listade i Catalogue of Life.